# Князюк, Михаил Александрович
Князю́к Михаи́л Алекса́ндрович (бел. Князю́к Міхаі́л Алякса́ндравіч; род. 26 февраля 1940) — советский партийный деятель.

## Биография
Родился 26 февраля 1940 года в деревне Дусаевщина Копыльского района Минской области БССР, белорус. Окончил политехникум (1958).
В 1967 году окончил Белорусский политехнический институт и Заочную  Высшую партийную школу при ЦК КПСС (в 1975).
В 1958 году начал трудовую деятельность техником на Минском приборостроительном заводе имени В. И. Ленина. В 1959–1962 годах служил в Советской Армии. В 1962–1967 годах инженер-конструктор, старший инженер-конструктор Минского приборостроительного завода имени В. И. Ленина. Член КПСС с 1963 года.
С 1967 года инструктор Советского райкома г. Минска. В 1968–1970 – инструктор, заместитель заведующего отделом Минского горкома КП Беларуси. В 1970–1973 – инструктор, заведующий сектором ЦК КПБ. С 1973 – первый секретарь Ленинского райкома КПБ г. Минска. С 1975 – второй секретарь Минского горкома КПБ. С 1977 – секретарь, с 1983 – второй секретарь Минского обкома КПСС. С 1984 – инспектор ЦК КПСС.
С 1985 по 1990 годы — первый секретарь Ивановского обкома КПСС. С 7 апреля по 23 июня 1990 года — заместитель Председателя Совета Министров Белорусской ССР. В августе–декабре 1990 года заведующий социально-экономическим отделом ЦК КП Беларуси. С 14 декабря 1990 по август 1991 года заведующий отделом социально-экономической политики ЦК КП Беларуси.
Делегат XXVII съезда КПСС.
На пенсии в г. Минске.

## Сочинения
- Мощный фактор нашего развития (1984).